# Monastero della Dormizione della Beata Vergine Maria
Il Monastero della Dormizione della Beata Vergine Maria (in ucraino Свято-Успенська Унівська Лавра Студійського уставу?) o Laura di Univ (Univ Lavra) è una laura situata a Univ, un villaggio nella regione di Leopoli, in Ucraina. Il monastero appartiene all'ordine degli studiti greco-cattolici.

## Storia
Il primo monastero documentato fu fondato dal principe lituano Teodoro, figlio di Liubartas. Secondo i documenti, non eresse nuovi edifici, ma ristrutturò solo la chiesa e il monastero in rovina pre-esistenti. Nel 1401, il re polacco Ladislao II concesse i diritti della comunità dei monaci ortodossi sulla sua proprietà a Univ.
Dal XIV al XVI secolo il monastero ebbe il privilegio dello stauropegion. Lo perse durante il regno di Sigismondo I il Vecchio, quando passò sotto la giurisdizione spirituale dei vescovi ortodossi di Leopoli-Halyč.
Nel 1549 il monastero fu distrutto dall'invasione tartara. Fu rifondato nella seconda metà del XVI secolo da Oleksandr Van'ko Lahodovs'cyj (dello stemma dei Korczak)). Secondo la leggenda, il restauro degli edifici del monastero è attribuito al miracolo e alla rivelazione mariani che questo nobile russo avrebbe sperimentato durante la caccia a Univ.
Dal 1596 il monastero fu un centro per i dyzunici nella provincia rutena. C'era una tipografia qui. Nel XVI e XVII secolo, i monaci di Univ respinsero ripetutamente gli attacchi armati della nobiltà locale che cercava di soggiogare il monastero, ma anche dei vescovi ortodossi di Leopoli-Halyč, con i quali erano in conflitto di proprietà e amministrativo.
Nel 1700 la comunità dei monaci uniati adottò l'Unione di Brest. Negli anni 1700-1790 divenne un monastero basiliano. Dopo lo scioglimento per ordine delle autorità austriache, gli edifici furono consegnati alla diocesi di Leopoli della Chiesa greco-cattolica ucraina. Nel XIX e all'inizio del XX secolo fu residenza estiva degli arcivescovi di Leopoli di rito bizantino-ucraino.
Nel 1919, il metropolita Andrej Szeptycki cedette il monastero agli Studiti e fece di suo fratello Clemente Šeptyc'kyj il suo igumeno. Al monastero fu assegnato il rango di lavra. Durante la seconda guerra mondiale, qui vi furono nascosti bambini ebrei.
Nel 1946, dopo il Concilio di Leopoli, gli edifici del monastero furono secolarizzati dalle autorità dell'Unione delle Repubbliche Socialiste Sovietiche. Furono trasformati in un ricovero per disabili. Con il tempo, furono trasformati in una casa di riposo e poi in un manicomio. Negli anni '50 il monastero fu restituito agli studiti.